# Горін Анатолій Сергійович
Анатолій Сергійович Горін (1922—1981) — льотчик штурмової авіації, капітан Радянської Армії, учасник Другої світової війни, Герой Радянського Союзу (1946).

## Біографія
Анатолій Горін народився 1 березня 1922 року в селі Красноусольське (нині — Красноусольський Гафурійського району Башкортостану) в робітничій сім'ї. Отримав неповну середню освіту, працював робітником нафтопромислів і бурильником в «Туймазанефти». У 1941 році Горін призваний на службу в Робітничо-селянську Червону армію. У 1942 році закінчив Енгельську військову авіаційну школу пілотів. З серпня 1943 року — на фронтах Другої світової війни.
До травня 1945 року лейтенант Анатолій Горін був заступником командира і штурманом ескадрильї 451-го штурмового авіаполку 264-ї штурмової авіадивізії 5-го штурмового авіаційного корпусу 5-ї повітряної армії 2-го Українського фронту. До того часу він здійснив 242 бойових вильоти на штурмовику «Іл-2». Під час напружених боїв він виробляв по 3-4 вильоту у день. 57 разів літав на повітряну розвідку ворожих військ, добував цінні відомості. Взяв участь у 12 повітряних боях, збив 6 літаків противника.
Указом Президії Верховної Ради СРСР від 15 травня 1946 року за зразкове виконання бойових завдань командування і проявлені мужність і героїзм у боях з німецькими загарбниками» лейтенант Анатолій Горін удостоєний високого звання Героя Радянського Союзу з врученням ордена Леніна і медалі «Золота Зірка» за номером 2870.
У 1946 році Горін звільнений у запас. У 1950—1957 роках він знову продовжив службу в Радянській Армії. Звільнився в запас у званні капітана. Проживав в місті Боровичі Новгородської області, працював токарем на комбінаті вогнетривких матеріалів. Помер 14 листопада 1981 року, похований в Боровичах.

## Нагороди
- Медаль «Золота Зірка» Героя Радянського Союзу (15.05.1946)[2].
- Орден Леніна.
- Орден Червоного Прапора (05.01.1944)
- Орден Червоного Прапора (11.06.1944)
- Орден Олександра Невського (СРСР) (12.04.1945)
- Орден Олександра Невського (СРСР) (08.06.1945)
- Орден Вітчизняної війни 2-го ступеня (16.12.1943)
- Орден Червоної Зірки (27.08.1943)
- Медаль «За відвагу» (09.08.1943)
- Медалі.